# 446

## Догађаји
- Епископ Герман од Оксера посећује Равену, настојећи да ублажи царско непријатељство према Багаудама. По доласку у престоницу, царица-мајка Гала Плацидија му шаље сребрно посуђе са одабраним избором припремљених посластица — све вегетаријанске, из поштовања према строгој епископовој исхрани. Герман подноси петицију Сенату за благост према грађанима Арморике (Бретања).
- Британци и англосаксонски плаћеници, под краљем Вортигерном, апелују на Флавија Аеција за војну помоћ у њиховој борби против Пикта и Ираца. Аеције има довољно проблема са Атилом Хуном и не може да пошаље никакву помоћ.
- Ирски пирати су наводно спалили Цор Тевдвс (Теодосијев колеџ), Ллантвит Мајор (Велс).
- Три катастрофе Вуа: династија Северни Веј почиње да прогони будисте, охрабрујући их до сада. Одлив људства и новца од пореза у храмове и манастире угрозио је световну власт, а реакција је жестока: монаси и монахиње се убијају, храмови и иконе уништавају. Свим мушкарцима млађим од 50 година забрањено је да се придруже било ком монашком реду у програму који ће се наставити до 450. године, помажући конфучијанској филозофији династије Хан да стекне доминацију над будизмом.
- Помесни црквени сабор сазива Турибије из Асторге.
- Флавијан постаје цариградски патријарх наследивши на том месту Прокла Цариградског.

## Смрти
- Прокл Цариградски